# Настоящие охотники за привидениями
«Настоящие охотники за привидениями» (англ. The Real Ghostbusters) — американский мультсериал, основанный на фильме о приключениях охотников за привидениями. Транслировался с 1986 по 1991 год режиссёрами Дэном Эйкройдом и Гарольдом Рамисом, всего вышло 140 серий (7 сезонов). Снимался на студии Columbia Pictures.
Это мультфильм, повествующий об отважной троице учёных-парапсихологов, решивших открыть свой бизнес в сфере устранения паранормальных явлений. Позже к ним присоединится четвёртый «вольнонаёмный» охотник. Обладая непревзойдёнными научными знаниями в исследовании потустороннего мира, они — единственные, кто может противостоять наплыву призраков и демонов, заполонивших Нью-Йорк.

## Спин-офф
В 1988 году вышел спин-офф сериала, повествующий о приключениях Лизуна — призрака, живущего вместе с охотниками за привидениями. Мультсериал состоял из 13 серий, в которых помимо самого Лизуна и охотников появился ряд новых персонажей.

## Персонажи
- Доктор Игон Спенглер[англ.]. Первый из группы охотников. Гениальный учёный, являющийся основным источником знаний для группы о нематериальном мире, также часто участвует в боях. Игон — опытный теоретик, и часто, когда кажется, что всё уже потеряно, он находит решение проблемы.
- Доктор Питер Венкман[англ.]. Даже не будучи их формальным лидером, он часто принимает решения, к которым так или иначе прислушиваются все. Он обычно играет комическую роль и выполняет задания, которые никто, кроме него, не хочет делать. Больше всех раздражается на Лизуна за его шалости и часто пытается его поймать.
- Рэй Стэнц[англ.]. Мастер на все руки, по уровню интеллекта следует за Игоном, изучает множество прикладных наук и, в отличие от Игона, он по большей части инженер. Как единственный, кто может понять теории Игона, он часто переводит их для всей группы на бытовой язык. Любит мультфильмы и комиксы.
- Уинстон Зеддмор[англ.]. Самый мужественный человек в группе. Его сильная сторона — безошибочное владение протонным оружием и отличная физическая форма. Далёкий потомок вождя-героя Шима-Буку, победителя  демона, державшего в кулаке целую империю.
- Жанин Мелниц[англ.] — симпатичная секретарша охотников. Принимает вызовы, следит за оплатой счетов и иногда может выступить полноценным охотником. Влюблена в Игона Спенглера.
- Лизун[англ.] — добрый зелёный призрак. Иногда проказничает, иногда помогает. Любит хорошо поесть.
- Человек-Зефир[англ.] — гигантское привидение, состоящее из зефира и содержащееся в камере хранения. Несколько раз был выпущен с помощью Лизуна для оказания помощи охотникам.
- Сэм Хейн — призрак Хеллоуина. Появляется в двух сериях и оба раза побежден охотниками за привидениями.
- Бугимен (также Домовой, Страшилище, Дед Бабай) — не призрак, а материальное существо и главный кошмар Игона Спенглера. Питается страхами детей и за счёт этого становится сильнее. В 4-м сезоне специальным конвертером превращен в обычного призрака.

## Игрушки
Производством игрушек в тематике мультсериала первой занялась американская компания Kenner Products в 1986 году. Самыми популярными были признаны фигурки главных героев. Также популярностью пользовалась специальная слизь, имитировавшая призрака из мультсериала. Позже были выпущены модели "протонных ранцев" и костюмов "Охотников за привидениями", внешне схожие с теми, которые были представлены в The Real Ghostbusters. Производство было сосредоточено в Мексике и Китае.

## Серии
| Сезон 1 (1986) | Сезон 1 (1986)                                             | Сезон 1 (1986)          |
| №              | Название                                                   | Дата премьерного показа |
| -------------- | ---------------------------------------------------------- | ----------------------- |
| 1              | «Месть призраков: Начало» «Ghosts 'R Us»                   | 13 сентября 1986        |
| 2              | «Ватт-убийца» «Killerwatt»                                 | 20 сентября 1986        |
| 3              | «Соседка миссис Роджерс» «Mrs. Rogers Neighborhood»        | 27 сентября 1986        |
| 4              | «Лизун, возвращайся домой» «Slimer, Come Home»             | 4 октября 1986          |
| 5              | «Потерявшийся тролль» «Troll Bridge»                       | 11 октября 1986         |
| 6              | «Домовой приходит» «The Boogieman Cometh»                  | 18 октября 1986         |
| 7              | «Песочный человечек» «Mr. Sandman, Dream Me A Dream»       | 25 октября 1986         |
| 8              | «Когда Хеллоуин длился вечно» «When Halloween Was Forever» | 1 ноября 1986           |
| 9              | «Герой родного города» «Look Homeward, Ray»                | 8 ноября 1986           |
| 10             | «Охотники в Голливуде» «Take Two»                          | 15 ноября 1986          |
| 11             | «Гражданин призрак» «Citizen Ghost»                        | 22 ноября 1986          |
| 12             | «Волшебная лампа Жанин» «Janine’s Genie»                   | 6 декабря 1986          |
| 13             | «Пропавшее Рождество» «X-Mas Marks The Spot»               | 13 декабря 1986         |

| Сезон 2: Синдикант (1987) | Сезон 2: Синдикант (1987) | Сезон 2: Синдикант (1987)                                                       | Сезон 2: Синдикант (1987) |
| №                         | № в США                   | Название                                                                        | Дата премьерного показа   |
| ------------------------- | ------------------------- | ------------------------------------------------------------------------------- | ------------------------- |
| 1                         | 44                        | «Выходной Жанин» «Janine’s Day Off»                                             | 14 сентября 1987          |
| 2                         | 7                         | «Приключения слизи в космосе» «Adventures in Slime and Space»                   | 15 сентября 1987          |
| 3                         | 19                        | «Что такое рагнарок?» «Ragnarok and Roll»                                       | 16 сентября 1987          |
| 4                         | 61                        | «Ожившие комиксы» «Captain Steel Saves the Day»                                 | 17 сентября 1987          |
| 5                         | 41                        | «Лизун-телохранитель» «They Call Me Mister Slimer»                              | 18 сентября 1987          |
| 6                         | 57                        | «Бастер доброе привидение» «Buster the Ghost»                                   | 21 сентября 1987          |
| 7                         | 8                         | «Ночная игра» «Night Game»                                                      | 22 сентября 1987          |
| 8                         | 53                        | «Аттракцион с призраками» «Rollerghoster»                                       | 23 сентября 1987          |
| 9                         | 12                        | «В мире мультфильмов» «Who’re You Calling Two-Dimensional?»                     | 24 сентября 1987          |
| 10                        | 64                        | «Молочная ферма» «Dairy Farm»                                                   | 25 сентября 1987          |
| 11                        | 60                        | «Игон-призрак» «Egon’s Ghost»                                                   | 28 сентября 1987          |
| 12                        | 35                        | «Жанин-охотница» «Janine Melnitz, Ghostbuster»                                  | 29 сентября 1987          |
| 13                        | 50                        | «Чудесная кабина Каламари» «The Cabinet of Calamari»                            | 30 сентября 1987          |
| 14                        | 48                        | «Охотник года» «Ghostbuster of the Year»                                        | 1 октября 1987            |
| 15                        | 63                        | «Дракон Игона» «Egon’s Dragon»                                                  | 2 октября 1987            |
| 16                        | 25                        | «Никто не ездит в Волкоград» «No One Comes to Lupusville»                       | 5 октября 1987            |
| 17                        | 34                        | «Птица лорда Килдерби» «The Bird of Kildarby»                                   | 6 октября 1987            |
| 18                        | 56                        | «Долгие-предолгие проводы» «The Long, Long, Long, etc. Goodbye»                 | 7 октября 1987            |
| 19                        | 39                        | «Призрак во льду» «Cold Cash and Hot Water»                                     | 8 октября 1987            |
| 20                        | 22                        | «Кто боится большого злобного привидения?» «Who’s Afraid of the Big Bad Ghost?» | 9 октября 1987            |
| 21                        | 27                        | «Вечный странник» «The Man Who Never Reached Home»                              | 12 октября 1987           |
| 22                        | 14                        | «Доктор, доктор» «Doctor, Doctor»                                               | 13 октября 1987           |
| 23                        | 24                        | «С собой всего не возьмешь» «You Can’t Take It with You»                        | 14 октября 1987           |
| 24                        | 62                        | «Виктор — счастливое привидение» «Victor the Happy Ghost»                       | 15 октября 1987           |
| 25                        | 37                        | «Призрак из стали» «Lost and Foundry»                                           | 16 октября 1987           |
| 26                        | 18                        | «Пропавшие цыплята» «Chicken, He Clucked»                                       | 19 октября 1987           |
| 27                        | 9                         | «Параллелограмм в Нью-Джерси» «Venkman’s Ghost Repellers»                       | 20 октября 1987           |
| 28                        | 65                        | «Дыра в стене» «The Hole in the Wall Gang»                                      | 21 октября 1987           |
| 29                        | 15                        | «Охотники за преступниками» «Ghost Busted»                                      | 22 октября 1987           |
| 30                        | 45                        | «Охотники в Париже» «The Ghostbusters in Paris»                                 | 23 октября 1987           |
| 31                        | 13                        | «Валькирии в опере» «A Fright at the Opera»                                     | 26 октября 1987           |
| 32                        | 28                        | «Культ Катулу» «The Collect Call of Cathulhu»                                   | 27 октября 1987           |
| 33                        | 21                        | «Во власти Бенши» «Banshee Bake a Cherry Pie?»                                  | 28 октября 1987           |
| 34                        | 26                        | «Друл, собаковидный гоблин» «Drool, the Dog Faced Goblin»                       | 29 октября 1987           |
| 35                        | 17                        | «Детективный роман Агаты Гризли» «Boo-Dunit»                                    | 30 октября 1987           |
| 36                        | 52                        | «Месть Мюррея Ментиса» «The Revenge of Murray the Mantis»                       | 2 ноября 1987             |
| 37                        | 30                        | «Всадник без головы» «The Headless Motorcyclist»                                | 3 ноября 1987             |
| 38                        | 31                        | «Зловещий чердак» «The Thing in Mrs. Faversham’s Attic»                         | 4 ноября 1987             |
| 39                        | 55                        | «Стонущие камни» «Moaning Stones»                                               | 5 ноября 1987             |
| 40                        | 1                         | «Тук, тук» «Knock, Knock»                                                       | 6 ноября 1987             |
| 41                        | 4                         | «Призрак у тетушки Луизы» «The Spirit of Aunt Lois»                             | 9 ноября 1987             |
| 42                        | 5                         | «Гроза морей» «Sea Fright»                                                      | 10 ноября 1987            |
| 43                        | 47                        | «Перестрелка в городе призраков» «Ghost Fight at the O.K. Corral»               | 11 ноября 1987            |
| 44                        | 6                         | «Дядюшка Сайрус» «Cry Uncle»                                                    | 12 ноября 1987            |
| 45                        | 29                        | «Отпуск в Шотландии» «Bustman’s Holiday»                                        | 13 ноября 1987            |
| 46                        | 40                        | «Кошмар на день Святого Патрика» «The Scaring of the Green»                     | 16 ноября 1987            |
| 47                        | 11                        | «Привидение в космосе» «Ain’t NASA-sarily So»                                   | 17 ноября 1987            |
| 48                        | 36                        | «Апокалипсис — что, сейчас?» «Apocalypse — What, NOW?»                          | 18 ноября 1987            |
| 49                        | 58                        | «Поединок с дьяволом» «The Devil to Pay»                                        | 19 ноября 1987            |
| 50                        | 51                        | «Гигантская герань» «A Ghost Grows in Brooklyn»                                 | 20 ноября 1987            |
| 51                        | 54                        | «Битва титанов» «I Am the City»                                                 | 23 ноября 1987            |
| 52                        | 42                        | «Последний поезд в забвение» «Last Train to Oblivion»                           | 24 ноября 1987            |
| 53                        | 16                        | «Под этими улицами» «Beneath These Streets»                                     | 25 ноября 1987            |
| 54                        | 3                         | «Призрак старого трубача» «Play Them Ragtime Boos»                              | 26 ноября 1987            |
| 55                        | 10                        | «Переполох в колледже» «The Old College Spirit»                                 | 27 ноября 1987            |
| 56                        | 38                        | «Ожившие гобелены» «Hard Knight’s Day»                                          | 30 ноября 1987            |
| 57                        | 43                        | «Хочу стать Охотником» «Masquerade»                                             | 1 декабря 1987            |
| 58                        | 49                        | «Конвенция мертвецов» «Deadcon 1»                                               | 2 декабря 1987            |
| 59                        | 20                        | «Не забывайте о гремлинах» «Don’t Forget the Motor City»                        | 3 декабря 1987            |
| 60                        | 46                        | «Дьявол из морских глубин» «The Devil in the Deep»                              | 4 декабря 1987            |
| 61                        | 33                        | «Свет! Камера! На охоту!» «Lights! Camera! Haunting!»                           | 7 декабря 1987            |
| 62                        | 32                        | «Игон в ярости» «Egon on the Rampage»                                           | 8 декабря 1987            |
| 63                        | 2                         | «Телестанция с призраками» «Station Identification»                             | 9 декабря 1987            |
| 64                        | 23                        | «Ножницы судьбы» «Hanging by a Thread»                                          | 10 декабря 1987           |
| 65                        | 13 (2 сезон)              | «Поездка в Трансильванию» «Transylvanian Homesick Blues»                        | 11 декабря 1987           |

| Сезон 3 (1987) | Сезон 3 (1987)    | Сезон 3 (1987)                                                         | Сезон 3 (1987)          |
| №              | № в США (2 сезон) | Название                                                               | Дата премьерного показа |
| -------------- | ----------------- | ---------------------------------------------------------------------- | ----------------------- |
| 1              | 1                 | «Малыш-привидение» «Baby Spookums»                                     | 12 сентября 1987        |
| 2              | 2                 | «Джунгли в Нью-Йорке» «It’s a Jungle Out There»                        | 19 сентября 1987        |
| 3              | 59 (Синдикант)    | «Лизун, это ты?» «Slimer, Is That You?»                                | 26 сентября 1987        |
| 4              | 3                 | «Возвращение Страшилища» «The Boogeyman Is Back»                       | 3 октября 1987          |
| 5              | 4                 | «Однажды, давным-давно…» «Once Upon a Slime»                           | 10 октября 1987         |
| 6              | 5                 | «Два лица Лизуна» «The Two Faces Of Slimer»                            | 17 октября 1987         |
| 7              | 6                 | «Липкий бизнес» «Sticky Business»                                      | 24 октября 1987         |
| 8              | 7                 | «Хеллоуин II 1/2» «Halloween II 1/2»                                   | 31 октября 1987         |
| 9              | 8                 | «Ненавистные соседи» «Loathe Thy Neighbor»                             | 7 ноября 1987           |
| 10             | 12                | «Грундель» «The Grundel»                                               | 14 ноября 1987          |
| 11             | 9                 | «Большие хлопоты с маленьким Лизуном» «Big Trouble With Little Slimer» | 21 ноября 1987          |
| 12             | 10                | «Подражун» «The Copycat»                                               | 5 декабря 1987          |
| 13             | 11                | «Отдых на природе» «Camping It Up»                                     | 12 декабря 1987         |

| Сезон 4 (1988) | Сезон 4 (1988)    | Сезон 4 (1988)                                    | Сезон 4 (1988)          |
| №              | № в США (3 сезон) | Название                                          | Дата премьерного показа |
| -------------- | ----------------- | ------------------------------------------------- | ----------------------- |
| 1              | 1                 | «Опасные шутки» «The Joke’s On Ray»               | 10 сентября 1988        |
| 2              | 2                 | «Антимир» «Flip Side»                             | 17 сентября 1988        |
| 3              | 3                 | «Петух-оборотень» «Poultrygeist»                  | 24 сентября 1988        |
| 4              | 4                 | «Изобретение Питера» «Standing Room Only»         | 8 октября 1988          |
| 5              | 5                 | «Робохотник» «Robo-Buster»                        | 15 октября 1988         |
| 6              | 6                 | «Маленькие Охотники» «Short Stuff»                | 22 октября 1988         |
| 7              | 7                 | «Взбесившаяся Экто-1» «Follow That Hearse»        | 12 ноября 1988          |
| 8              | 8                 | «Бруклинский треугольник» «The Brooklyn Triangle» | 19 ноября 1988          |

| Сезон 5 (1989) | Сезон 5 (1989)    | Сезон 5 (1989) | Сезон 5 (1989)          |
| №              | № в США (4 сезон) | Название | Дата премьерного показа |
| -------------- | ----------------- | --- | ----------------------- |
| 1              | 1                 | «Вокруг что-то происходит» «Something’s Going Around»                                                              | 9 сентября 1989         |
| 2              | 2                 | «Три няньки Игона» «Three Men And An Egon»                                                                         | 16 сентября 1989        |
| 3              | 3                 | «Элементарно, мой дорогой Уинстон» «Elementary, My Dear Winston»                                                   | 23 сентября 1989        |
| 4              | 4                 | «Если бы я был ведьмой» «If I Were A Witch Man»                                                                    | 30 сентября 1989        |
| 5              | 5                 | «Партнёры по слизи» «Partners in Slime»                                                                            | 7 октября 1989          |
| 6              | 6                 | «Будущее время» «Future Tense»                                                                                     | 14 октября 1989         |
| 7              | 7                 | «Пойманные охотники» «Jailbusters»                                                                                 | 21 октября 1989         |
| 8              | 8                 | «Охотники за привидениями! В прямом эфире из гробницы Аль Капоне!» «The Ghostbusters Live! From Al Capone’s Tomb!» | 28 октября 1989         |
| 9              | 21                | «Дверь в Хэллоуин (Спецвыпуск)» «The Halloween Door»                                                               | 29 октября 1989         |
| 10             | 19                | «Венк-Мэн!» «Venk-Man!»                                                                                            | 23 декабря 1989         |
| 11             | 9                 | «Обмен Лицами» «Trading Faces»                                                                                     | 18 ноября 1989          |
| 12             | 10                | «Трансцендентальные туристы» «Transcendental Tourists»                                                             | 18 ноября 1989          |
| 13             | 11                | «Истинный царь» «Surely You Joust»                                                                                 | 25 ноября 1989          |
| 14             | 12                | «Приюти киску» «Kitty-Cornered»                                                                                    | 25 ноября 1989          |
| 15             | 13                | «Проклятье Лизуна» «Slimer’s Curse»                                                                                | 2 декабря 1989          |
| 16             | 14                | «Пока смерть не разлучит нас» «Til Death Do Us Part»                                                               | 2 декабря 1989          |
| 17             | 15                | «Время пришло» «It’s About Time»                                                                                   | 9 декабря 1989          |
| 18             | 16                | «Выкуп» «The Ransom of Greenspud»                                                                                  | 9 декабря 1989          |
| 19             | 17                | «Месть повелителя призраков» «Revenge of the Ghostmaster»                                                          | 16 декабря 1989         |
| 20             | 18                | «Разболтавшийся винт» «Loose Screws»                                                                               | 16 декабря 1989         |
| 21             | 20                | «Призрачная удача» «Slimer Streak»                                                                                 | 23 декабря 1989         |

| Сезон 6 (1990) | Сезон 6 (1990)    | Сезон 6 (1990)                                                                                | Сезон 6 (1990)          |
| №              | № в США (5 сезон) | Название                                                                                      | Дата премьерного показа |
| -------------- | ----------------- | --------------------------------------------------------------------------------------------- | ----------------------- |
| 1              | 1                 | «Жанин, ты изменилась» «Janine, You’ve Changed»                                               | 8 сентября 1990         |
| 2              | 2                 | «Ты не сможешь научить старого демона новым трюкам» «You Can’t Teach an Old Demon New Tricks» | 15 сентября 1990        |
| 3              | 3                 | «Мир призраков» «Ghostworld»                                                                  | 22 сентября 1990        |
| 4              | 4                 | «Призраки дома Хека» «The Haunting of Heck House»                                             | 29 сентября 1990        |
| 5              | 5                 | «Зелёные подростковые машины» «Mean Green Teen Machine»                                       | 6 октября 1990          |
| 6              | 6                 | «Космические охотники» «Spacebusters»                                                         | 13 октября 1990         |
| 7              | 7                 | «Мой левый клык» «My Left Fang»                                                               | 20 октября 1990         |
| 8              | 8                 | «Русские хлопоты» «Russian About»                                                             | 27 октября 1990         |
| 9              | 9                 | «Неряха» «The Slob»                                                                           | 3 ноября 1990           |
| 10             | 10                | «Дежа бу» «Deja Boo»                                                                          | 10 ноября 1990          |
| 11             | 11                | «Загробная жизнь на скоростном шоссе» «Afterlife in the Fast Lane»                            | 17 ноября 1990          |
| 12             | 12                | «Угадайте, кто придёт на ужин» «Guess What’s Coming to Dinner»                                | 24 ноября 1990          |
| 13             | 13                | «Не переключайтесь» «Stay Tooned»                                                             | 1 декабря 1990          |
| 14             | 14                | «Самые дикие друзья» «Very Beast Friends»                                                     | 8 декабря 1990          |
| 15             | 15                | «Охотники в стране игрушек» «Busters in Toyland»                                              | 15 декабря 1990         |
| 16             | 16                | «Великолепная пятёрка» «The Magnificent Five»                                                 | 22 декабря 1990         |

| Сезон 7 (1991) | Сезон 7 (1991)    | Сезон 7 (1991)                                                         | Сезон 7 (1991)          |
| №              | № в США (6 сезон) | Название                                                               | Дата премьерного показа |
| -------------- | ----------------- | ---------------------------------------------------------------------- | ----------------------- |
| 1              | 1                 | «Сокровища Сьерра Тамале» «The Treasure Of The Sierra Tamale»          | 14 сентября 1991        |
| 2              | 2                 | «Не сейчас, Лизун!» «Not Now, Slimer!»                                 | 21 сентября 1991        |
| 3              | 3                 | «Атака монстра из второсортного кино» «Attack of the B-Movie Monsters» | 28 сентября 1991        |
| 4              | 4                 | «20 000 лье под улицей» «20,000 Leagues Under The Street»              | 5 октября 1991          |